# Compostela, Davao de Oro

Bản đồ của Compostela Valley với vị trí của Compostela

Compostela là một đô thị hạng 2 ở tỉnh Compostela Valley, Philippines. Theo điều tra dân số năm 2000, đô thị này có dân số 61.667 người trong 12.151 hộ.

## Các đơn vị hành chính
Compostela được chia thành 16 barangay.
| - Bagongon - Gabi - Lagab - Mangayon - Mapaca - Maparat - New Alegria - Ngan | - Osmeña - Panansalan - Poblacion - San Jose - San Miguel - Siocon - Tamia - Aurora |